# 天草市立五和東中学校
天草市立五和東中学校（あまくさしりつ いつわひがしちゅうがっこう）は、かつて熊本県天草市五和町御領にあった中学校。

## 沿革
- 1947年（昭和22年）4月 - 御領村立御領中学校、鬼池村立鬼池中学校創立
- 1955年（昭和30年）- 五和町立御領中学校、五和町立鬼池中学校と改称
- 1962年（昭和37年）- 統合し、五和東中学校となる
- 2006年（平成18年）- 天草市立五和東中学校と改称
- 2012年（平成24年）- 五和西中学校と統合し、天草市立五和中学校となる。

## 学校周辺
- 熊本県道324号小枝深水線
- 島原湾
- 天草セントラル病院